# Eidos機構
eidos機構（eidos Institute）是澳大利亞的一個獨立研究機構及智庫。成立於2006年，eidos的成立目的在於為優質教育、人力市場、社會政策及人力資源提供新的意念及對話平台。根據機構的主要目的是要建立：
A dynamic network of educational and social research and policy leaders, working together to create, analyse and implement key ideas that will build a better future - locally, nationally and globally.
|  | 一個教育和社會方面的研究和政策領導的動態網絡，使他們可以一起創造、分析並實施關鍵想法，使我們可以共同建構一個更好的將來：不論是在本地、全國或全球。 |

## 成員
eidos的創立成員包括了澳大利亞多家主要以昆士蘭省的大學及政府教育部門，詳列如下：
- 大學
  - 澳大利亞天主教大學(Australian Catholic University)
  - 中昆士蘭大學(Central Queensland University)
  - 格里菲斯大學(Griffith University，位於墨爾本)
  - James Cook University
  - 昆士蘭科技大學(Queensland University of Technology)
  - 南昆士蘭大學(University of Southern Queensland)
  - 陽光海岸大學(CUniversity of Sunshine Coast)
- 政策領袖
  - Department of Education, Training and the Arts
  - Department of Premier and Cabinet

之後昆士蘭大學加入，但後來退出了，但又有位於新南威爾斯州的新英格蘭大學(University of New England)加入。

## 外部連結
- eidos官方網址（页面存档备份，存于）